# 19410 Ґізар
19410 Ґізар (19410 Guisard) — астероїд головного поясу, відкритий 26 березня 1998 року.
Тіссеранів параметр щодо Юпітера — 3,538.